# مسابقات قهرمانی ملی بدمینتون ارمنستان
مسابقات قهرمانی ملی بدمینتون ارمنستان  (ارمنی: Բադմինթոնի Հայաստանի առաջնություն انگلیسی: Armenian National Badminton Championships)، تورنمنتی است که برای تجلیل از بهترین بازیکنان بدمینتون آموزش دیده توسط جیسون پترسن در ارمنستان برگزار می‌شود. این مسابقات از فصل ۱۹۹۶/۱۹۹۷ برگزار می‌شوند.

## برندگان پیشین
| سال       | انفرادی مردان      | انفرادی زنان     | دونفره مردان                         | دونفره زنان                       | دونفره مختلط                        |
| --------- | ------------------ | ---------------- | ------------------------------------ | --------------------------------- | ----------------------------------- |
| ۱۹۹۶/۱۹۹۷ | آرسن خاچاتریان     | روزانا هاکوبیان  | آرسن خاچاتریان آرمن آراکلیان         | روزانا هاکوبیان آلوارت هوسپیان    | آرسن خاچاتریان آلوارت هوسپیان       |
| ۱۹۹۷/۱۹۹۸ | آرسن خاچاتریان     | ماریام مورادیان  | بدون رقابت                           | بدون رقابت                        | بدون رقابت                          |
| ۱۹۹۹–۲۰۰۰ | بدون رقابت         | بدون رقابت       | بدون رقابت                           | بدون رقابت                        | بدون رقابت                          |
| ۲۰۰۰/۲۰۰۱ | هایک میساکیان      | گایانه مکرتچیان  | هایک میساکیان لوون توروسیان          | روزانا هاکوبیان آنا نازاریان      | هایک میساکیان گایانه مکرتچیان       |
| ۲۰۰۱/۲۰۰۲ | هایک میساکیان      | آنا نازاریان     | هایک میساکیان روبن بوغوسیان          | روزانا هاکوبیان آنا نازاریان      | هایک میساکیان آنا نازاریان          |
| ۲۰۰۲/۲۰۰۳ | هایک میساکیان      | آنا نازاریان     | هایک میساکیان روبن بوغوسیان          | روزانا هاکوبیان آنا نازاریان      | هایک میساکیان آنا نازاریان          |
| ۲۰۰۳/۲۰۰۴ | لوون توروسیان      | آنا نازاریان     | هایک میساکیان لوون توروسیان          | روزانا هاکوبیان آنا نازاریان      | هایک میساکیان گایانه مکرتچیان       |
| ۲۰۰۴/۲۰۰۵ | لوون توروسیان      | گایانه مکرتچیان  | لوون توروسیان روبن بوغوسیان          | گایانه مکرتچیان لائورا ساموئلیان  | هاروتیون بوغوسیان گایانه مکرتچیان   |
| ۲۰۰۵/۲۰۰۶ | هایک میساکیان      | لائورا ساموئلیان | هایک میساکیان اسپارتاک رسیان         | لائورا ساموئلیان استر میرزاخانیان | هایک میساکیان لائورا ساموئلیان      |
| ۲۰۰۶/۲۰۰۷ | هایک میساکیان      | آنا نازاریان     | هایک میساکیان اسپارتاک رسیان         | لائورا ساموئلیان آنا نازاریان     | هایک میساکیان آنا نازاریان          |
| ۲۰۰۷/۲۰۰۸ | هراچیا مناتسکانیان | لائورا ساموئلیان | هراچیا مناتسکانیان گورگن بوغوسیان    | لائورا ساموئلیان لیلیت بوغوسیان   | هراچیا مناتسکانیان لائورا ساموئلیان |
| ۲۰۰۸/۲۰۰۹ | گورگن بوغوسیان     | لیلیت بوغوسیان   | هراچیا مناتسکانیان گورگن بوغوسیان    | ملینه کوچاریان لیلیت بوغوسیان     | هراچیا مناتسکانیان ونه‌را بدویان     |
| ۲۰۰۹/۲۰۱۰ | گورگن بوغوسیان     | لیلیت بوغوسیان   | هراچیا مناتسکانیان سارگیس ایساهاکیان | ونه‌را بدویان سونا غوکاسیان        | گورگن بوغوسیان لیلیت بوغوسیان       |
| ۲۰۱۱      | گورگن بوغوسیان     | لیلیت بوغوسیان   | گورگن بوغوسیان گور هاکوبیان          | لیلیت بوغوسیان لیلیت میناسیان     | گورگن بوغوسیان لیلیت بوغوسیان       |
| ۲۰۱۲      | گورگن بوغوسیان     | لیلیت بوغوسیان   | گورگن بوغوسیان سرژ آراکلیان          | لیلیت بوغوسیان کناریک مارگاریان   | گورگن بوغوسیان لیلیت بوغوسیان       |
| ۲۰۱۳      | گور هاکوبیان       | لیلیت بوغوسیان   | گور هاکوبیان ادگار نازارتیان         | لیلیت بوغوسیان لیلیت میناسیان     | ادگار نازارتیان لیلیت بوغوسیان      |
| ۲۰۱۴      | ادگار نازارتیان    | لیلیت بوغوسیان   | ادگار نازارتیان آرمان وارطانیان      | لیلیت بوغوسیان ماریتا نیکویان     | ادگار نازارتیان لیلیت بوغوسیان      |
| ۲۰۱۵      | زاون مناتسکانیان   | لیلیت بوغوسیان   | زاون مناتسکانیان آرمان وارطانیان     | لیلیت بوغوسیان ماریتا نیکویان     | زاون مناتساکانیان لیلیت بوغوسیان    |
| ۲۰۱۶      | آرمان وارطانیان    | لیلیت بوغوسیان   | آرمان وارطانیان گور گریگوریان        | لیلیت بوغوسیان ماریتا نیکویان     | آرمان وارطانیان لیلیت بوغوسیان      |

### مسابقات قهرمانی جوانان
| سال       | انفرادی مردان      | انفرادی زنان     | دونفره مردان                         | دونفره زنان                       | دونفره مختلط                        |
| --------- | ------------------ | ---------------- | ------------------------------------ | --------------------------------- | ----------------------------------- |
| ۱۹۹۲/۱۹۹۳ | هایک میساکیان      | دیانا میناسیان   | آرمن هونانیان آرمن مانوکیان          | دیانا میناسیان آلینا خاچاتریان    | آرمن مانوکیان دیانا میناسیان        |
| ۱۹۹۳/۱۹۹۴ | هایک میساکیان      | روزانا هاکوبیان  | هایک میساکیان گاریک موسیسیان         | روزانا هاکوبیان آرمینه توروسیان   | زاون مورادیان روزانا هاکوبیان       |
| ۱۹۹۴/۱۹۹۵ | هایک میساکیان      | لوسینه آرتسیان   | هایک میساکیان هاروتیون گابریلیان     | ماریام مورادیان آناهیت تادئوسیان  | هایک میساکیان ماریام مورادیان       |
| ۱۹۹۵/۱۹۹۶ | هایک میساکیان      | ماریام مورادیان  | هایک میساکیان هوهانس آودالیان        | ماریام مورادیان آرمینه مانوکیان   | هایک میساکیان ماریام مورادیان       |
| ۱۹۹۶/۱۹۹۷ | هاروتیون گابریلیان | ماریام مورادیان  | بدون رقابت                           | بدون رقابت                        | بدون رقابت                          |
| ۱۹۹۸–۲۰۰۰ | بدون رقابت         | بدون رقابت       | بدون رقابت                           | بدون رقابت                        | بدون رقابت                          |
| ۲۰۰۰/۲۰۰۱ | لوون توروسیان      | ماریام مورادیان  | روبن بوغوسیان آرمن مالخاسیان         | ماریام مورادیان آنا نازاریان      | لوون توروسیان آنا نازاریان          |
| ۲۰۰۱/۲۰۰۲ | روبن بوغوسیان      | سونا گئورگیان    | روبن بوغوسیان آرتور                  | سونا گئورگیان لائورا ساموئلیان    | روبن بوغوسیان لائورا ساموئلیان      |
| ۲۰۰۲/۲۰۰۳ | روبن بوغوسیان      | سونا گئورگیان    | روبن بوغوسیان آرتور                  | سونا گئورگیان لائورا ساموئلیان    | روبن بوغوسیان لائورا ساموئلیان      |
| ۲۰۰۳/۲۰۰۴ | روبن بوغوسیان      | لائورا ساموئلیان | روبن بوغوسیان هاروتیون بوغوسیان      | لائورا ساموئلیان استر میرزاخانیان | روبن بوغوسیان لائورا ساموئلیان      |
| ۲۰۰۴/۲۰۰۵ | اسپارتاک رسیان     | لائورا ساموئلیان | اسپارتاک رسیان هراچیا مناتسکانیان    | لائورا ساموئلیان استر میرزاخانیان | اسپارتاک رسیان لائورا ساموئلیان     |
| ۲۰۰۵/۲۰۰۶ | اسپارتاک رسیان     | لائورا ساموئلیان | اسپارتاک رسیان هراچیا مناتسکانیان    | لائورا ساموئلیان استر میرزاخانیان | اسپارتاک رسیان لائورا ساموئلیان     |
| ۲۰۰۶/۲۰۰۷ | اسپارتاک رسیان     | لائورا ساموئلیان | اسپارتاک رسیان هراچیا مناتسکانیان    | لائورا ساموئلیان استر میرزاخانیان | اسپارتاک رسیان لائورا ساموئلیان     |
| ۲۰۰۷/۲۰۰۸ | هراچیا مناتسکانیان | لائورا ساموئلیان | هراچیا مناتسکانیان گورگن بوغوسیان    | لائورا ساموئلیان لیلیت بوغوسیان   | هراچیا مناتسکانیان لائورا ساموئلیان |
| ۲۰۰۸/۲۰۰۹ | هراچیا مناتسکانیان | لائورا ساموئلیان | کارن پطروسیان هاروتیون هاروتیونیان   | لیلیت بوغوسیان ملینه کوچاریان     | هراچیا مناتسکانیان لائورا ساموئلیان |
| ۲۰۰۹/۲۰۱۰ | گورگن بوغوسیان     | لیلیت بوغوسیان   | هراچیا مناتسکانیان سارگیس ایساهاکیان | ملینه کوچاریان لیلیت میناسیان     | گورگن بوغوسیان لیلیت بوغوسیان       |
| ۲۰۱۱      | گورگن بوغوسیان     | لیلیت بوغوسیان   | گور هاکوبیان سارگیس ایساهاکیان       | لیلیت بوغوسیان لیلیت میناسیان     | گورگن بوغوسیان لیلیت میناسیان       |
| ۲۰۱۲      | گورگن بوغوسیان     | لیلیت بوغوسیان   | گورگن بوغوسیان سرژ آراکلیان          | لیلیت بوغوسیان کناریک مارگاریان   | گورگن بوغوسیان لیلیت میناسیان       |
| ۲۰۱۳      | ادگار نازارتیان    | لیلیت بوغوسیان   | گور هاکوبیان سرژ آراکلیان            | لیلیت بوغوسیان آناهیت مانوکیان    | گور هاکوبیان لیلیت بوغوسیان         |
| ۲۰۱۴      | ادگار نازارتیان    | لیلیت بوغوسیان   | ادگار نازارتیان سرژ آراکلیان         | لیلیت بوغوسیان کارینه میناسیان    | ادگار نازارتیان لیلیت بوغوسیان      |
| ۲۰۱۵      | زاون مناتسکانیان   | لیلیت بوغوسیان   | وارطان گیراگوسیان میکائیل بابایان    | لیلیت بوغوسیان ماریتا نیکویان     | زاون مناتسکانیان لیلیت بوغوسیان     |
| ۲۰۱۶      | وارطان             | کناریک مارگاریان | وارطان گیراگوسیان آرمان وارطانیان    | ماریتا نیکویان کناریک مارگاریان   | وارطان گیراگوسیان کناریک مارگاریان  |